# Szeligi (stacja kolejowa)
Szeligi – stacja kolejowa w Szeligach, w województwie mazowieckim, w Polsce. Znajduje się na linii CMK.